# Гранулометричний склад

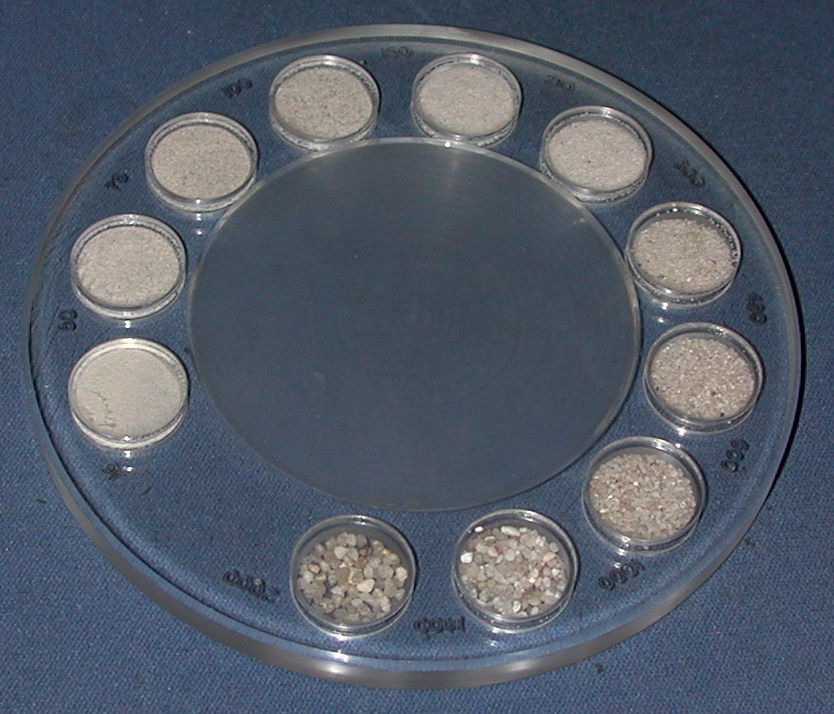
Матеріал від «тонкого» до «грубозернистого»

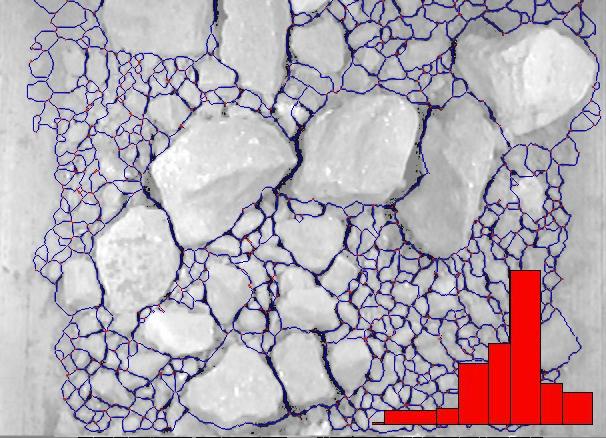

Гранулометри́чний склад — кількісний розподіл зерен (грудок, шматків) за класами крупності. Визначається для гірських порід, корисних копалин, ґрунтів інших матеріалів.
У геології, гірн. справі, збагаченні корисних копалин, ґрунтознавстві, технології буд. матеріалів і інш. галузях техніки застосовують різні класифікації і шкали класів (фракцій) крупності. Класи звичайно позначають в мм.
У збагаченні корисних копалин класи крупніші і дрібніші даного розміру позначають знаками «+» і «-» відповідно. В табличній формі Ґ.с. представляють у вигляді відсоткового вмісту частинок кожного класу крупності. Графічне зображення Ґ.с. у вигляді безперервної залежності розміру частинок від їх вмісту наз. кривою розподілу.
Розрізняють інтегральні та диференційні криві розподілу. За результатами Ґ.а. складають таблиці, в яких відображають: клас (в мм); вихід окр. класів (за масою в кг і в %); сумарний (кумулятивний) вихід «по плюсу», тобто вихід сумарних залишків на ситі, або «по мінусу», тобто сумарний просів — підрешітний продукт (в %).
Для графічного відтворення даних аналізу також використовують прості, напівлогарифмічні і логарифмічні сітки. На осі абсцис відкладають розміри отворів контрольних сит, на осі ординат — сумарні залишки.
Ґ.с. — один з найважливіших факторів, що визначають якість матеріалу при збагаченні, якість вугільної шихти для коксування, транспортуючу здатність потоку пульпи тощо.
У геології при оцінці осадових гірських порід розрізняють валуни великі (понад 500 мм), валуни середні (500—250 мм), валуни дрібні (250—100 мм), гальку (100–10 мм), гравій грубий (10–5 мм), гравій дрібний (5–2 мм), пісок грубий (2–1 мм), пісок середній (0,5–0,25 мм), пісок дрібний (0,25–0,1 мм), алеврит (0,1–0,05 мм), порох (0,05–0,005 мм), глину (до 0,005 мм). Див. також ситовий склад.
У ґрунтознавстві гранулометричним (механічним) складом ґрунту називають масове співвідношення (відносний вміст у процентах) у його складі твердих частинок (механічних елементів) різної крупності. У вітчизняному ґрунтознавстві він визначається на основі відсоткового співвідношення у ґрунті фракцій фізичної глини (механічних елементів <0,01мм) і фізичного піску (механічних елементів >0,01мм). За класифікацією Н. А. Качинського (1958 року) виділяють пухкопіщані, зв'язнопіщані, супіщані, легкосуглинкові, середньосуглинкові, важкосуглинкові, легкоглинисті, середньоглинисті і важкоглинисті ґрунти.
Класифікація елементарних грунтових частинок (за Н. А. Качинським)
| Назва фракції механчних елементів | Розмір механічних елементів, мм |
| --------------------------------- | ------------------------------- |
| Каміня                            | >3                              |
| Гравій                            | 3 — 1                           |
| Пісок крупний                     | 1 — 0.5                         |
| Пісок середній                    | 0.5 — 0.25                      |
| Пісок дрібний                     | 0.25 — 0.05                     |
| Пил крупний                       | 0.05 — 0.01                     |
| Пил середній                      | 0.01 — 0.005                    |
| Пил дрібний                       | 0.005 — 0,001                   |
| Мул грубий                        | 0.001- 0.0005                   |
| Мул тонкий                        | 0.0005 — 0.0001                 |
| Колоїди                           | <0.0001                         |

Кожна фракція володіє певними характерними властивостями, по різному впливає на властивості ґрунтів, що пояснюється неоднаковий мінералогічним і хімічним складом, фізичними та фізико-хімічними її властивостями.
Фракція каміння представлена переважно уламками гірських порід. Каменястість — явище незадовільне, оскільки наявність у грунті значної кількості включень літогенного походження призводить до збільшення енергетичних затрат грунтової біоти на їх огинання при рості чи русі, а також до ускладнення його обробітку та прискорення зносу сільськогосподарських знарядь. За ступенем каменястості грунти поділяють на некаменисті — вміст каміння не перевищує 0,5 %, слабокаменисті — 0,5-5 %, середньо каменисті — 5-10 %, сильно каменисті- понад 10 %. За типом каменястості грунти можуть бути валунні, галечникові та шебенюваті.
Гравій — складається з уламків первинних мінералів. Високий вміст гравію в грунтах не впливає на обробіток, але створює несприятливі властивості, такі як низька вологоємність, провальна водопроникність і відсутність водопідйомної здатності.
Піщана фракція — складається з уламків первинних мінералів, перш за все кварцу та польових шпатів. Ця фракція володіє високою водопроникністю, не набухає, не пластична, а також володіє деякою вологоємності та капілярністю. На грунтах із великим вмістом цієї фракції та при інших сприятливих умовах добре розвивається фітоценоз з підвищеною вимогливістю до повітряного та теплового режиму, зокрема непогані врожаї дає картопля.
Крупнопилувата фракція мало чим відрізняється від піску, тому її властивості дуже схожі. Проте середньопилувата фракція збагачена слюдами, що значно підвищує пластичність і зв'язність. Середній пил дисперсніший, ліпше утримує вологу, але володіє слабкою водопроникністю, нездатний до коагуляції та не бере участі у структуроутворенні і фізико-хімічних грунтових процесах. Як наслідок, грунти, збагачені цими фракціями, будуть володіти відповідними властивостями. Пил дрібний — досить високодисперсна фракція, що складається з первинних і вторинних мінералів. Здатна до коагуляції, бере участь у структуроутворенні, володіє поглинальною здатністю, містить значну кількість гумусових речовин. Велика кількість неагрегованого дрібного пилу в грунтах спричиняє такі негативні властивості, як низька водопроникність, значна кількість недоступної вологи, висока здатність до набухання й усадки, липкість, тріщинуватість, висока щільність складення.
Мул складається переважно з високодисперсних вторинних мінералів. З первинних подекуди зустрічаються кварц, ортоклаз, мусковіт. Мулиста фракція займає провідне місце у формуванні фізико-хімічних властивостей грунтів. Мул містить значну кількість гумусу та елементів живлення для рослин. Ця фракція відіграє провідну роль у структуроутворенні. Володіє високою ємністю поглинання та коагуляційною здатністю. Проте надвисокий вміст мулу в грунтах є причиною погіршення їх фізичних властивостей.
Колоїдна частина — найважливіша з точки зору формування обмінних властивостей та структури грунту.
Гранулометричний склад грунту має важливе значення в педогенезі, у формуванні родючості грунту. Від нього залежать водні, теплові, повітряні, загальні фізичні й фізико-механічні властивості грунту. Механічний склад ґрунту зумовлює окисно-відновні умови, величину ємності вбирання, перерозподіл у грунті зольних елементів, накопичення гумусу тощо. Інтенсивність багатьох грунтотворних процесів залежить від гранскладу: на піщаних породах вона незначна, на суглинкових — досить висока. Від гранскладу залежать умови укорінення фітоценозу та чисельність риючої фауни, а також спосіб обробітку грунту, строки польових робіт, норми добрив, розміщення сільськогосподарських культур. Наприклад, легкі (піщані та супіщані) грунти легко піддаються обробітку, швидко прогріваються, мають добру водопроникність та повітряний режим. Але володіють низькою вологоємністю, бідні на гумус і елементи живлення, мають незначну поглинальну здатність, піддаються вітровій ерозії.
Важкі (важкосуглинкові й глинисті) грунти володіють високою зв'язністю й вологоємністю, краще забезпечені поживними речовинами та гумусом. Безструктурні важкі грунти мають несприятливі фізичні й фізико-хімічні властивості: слабку водопроникність, здатність запливати й утворювати кірку, високу щільність і т. ін. Найкращими з цієї точки зору є суглинкові грунти.
У польових умовах гранулометричний склад визначають приблизно за зовнішніми ознаками і на дотик (органолептичний метод).
Для точного визначення гранскладу застосовують лабораторні методи (наприклад, метод Качинського).
Мокрий органолептичний метод.
Зразок розтертого грунту зволожують і перемішують до тістоподібного стану. 3 підготовленого грунту на долоні роблять кульку і пробують зробити з неї шнур товщиною близько 3 мм, а потім звернути кільце діаметром 2-3 см. Залежно від гранулометричного складу результати будуть різні:
- пісок — не утворює ні кульки, ні шнура;
- супісок — утворює кульку, розкачати шнур не вдається, утворюються тільки зачатки шнура;
- легкий суглинок — розкачується в шнур, але дуже нестійкий, легко розпадається на частини при розкачуванні або знятті з долоні;
- середній суглинок — утворює суцільний шнур, який можна звернути в кільце з тріщинами й переломами;
- важкий суглинок — легко розкачується в шнур, утворює кільце з тріщинами;
- глина — утворює довгий тонкий шнур, котрий потім легко утворює кільце без тріщин.